# Riccardo di Montecassino
Riccardo (zm. 1 marca 1262, Monte Cassino) – włoski benedyktyn, opat klasztoru na Monte Cassino w latach 1251-1262. Zwolennik Manfreda Hohenstaufa. Kardynał św. Kościoła Rzymskiego lub, co bardziej prawdopodobne, uzurpator godności kardynalskiej od 1256.

## Życiorys

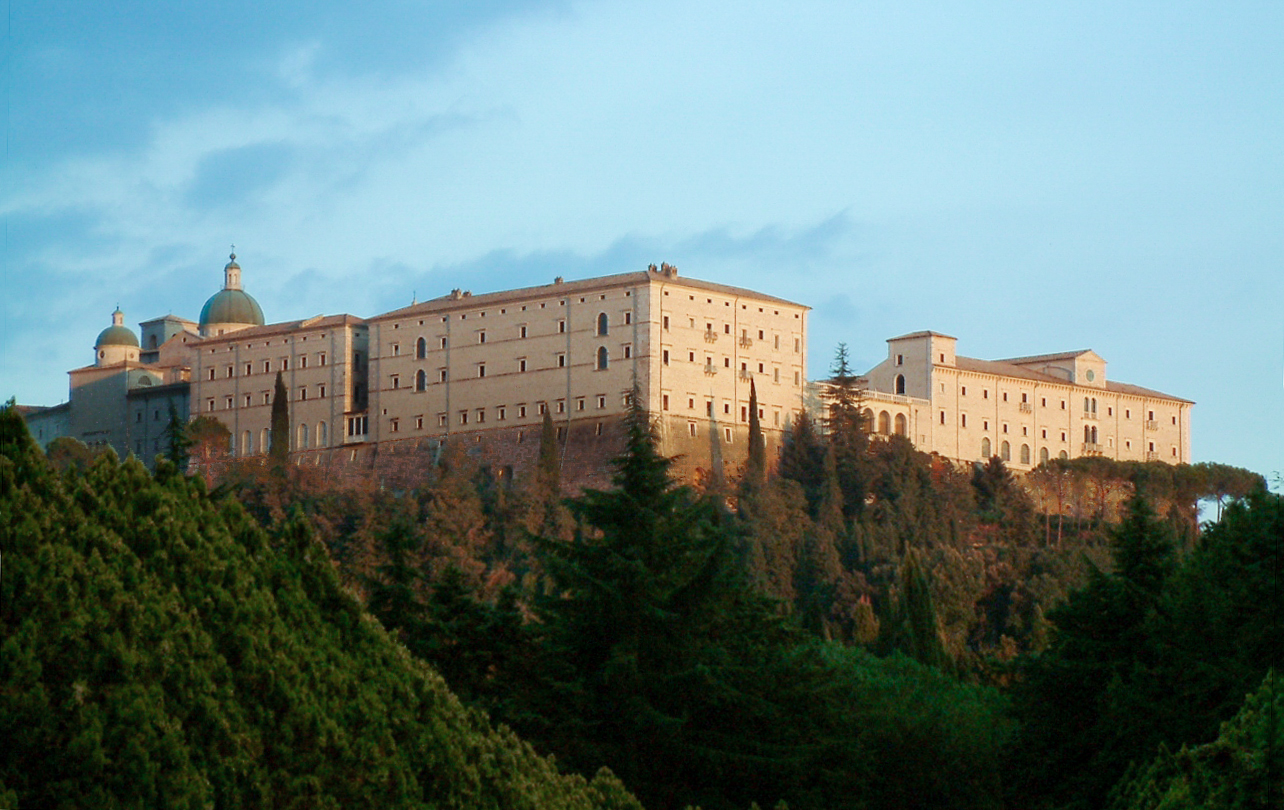
Opactwo Montecassino

O pochodzeniu Riccardo nic nie wiadomo oprócz tego, że był Włochem. Został wybrany opatem Montecassino prawdopodobnie pod koniec 1251. Po raz pierwszy jest udokumentowany w tej godności 26 stycznia 1252; tego dnia datowany jest jego list do opata Piotra z Glanfeuil. Z listu tego wynika także, że Riccardo przebywał w owym czasie w otoczeniu papieża Innocentego IV w Perugii. Między 24 grudnia 1254 a 7 lutego 1255 uzyskał od papieża Aleksandra IV kilka nowych przywilejów dla swojego opactwa. Wkrótce potem jednak popadł w konflikt z tym papieżem, gdyż w marcu 1255 ekskomunikował on Manfreda Hohenstaufa, regenta królestwa Sycylii, któremu sprzyjał Riccardo. 10 sierpnia 1258 Manfred zdołał wreszcie koronować się na króla Sycylii, mimo papieskiego sprzeciwu, a w ceremonii koronacyjnej uczestniczył także opat Riccardo. Z tego powodu w dniu 10 kwietnia 1259 Aleksander IV ekskomunikował go i ogłosił jego depozycję ze stanowiska opata Montecassino. Poparcie króla Manfreda umożliwiło jednak opatowi zignorowanie tego wyroku i zachowanie stanowiska aż do śmierci.

## Domniemana promocja kardynalska

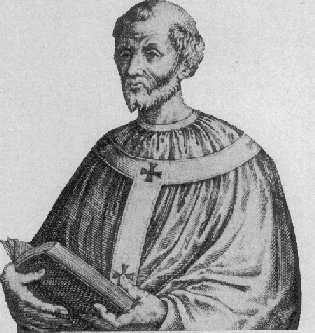
Papież Aleksander IV

Historycy kościelni z XVI-XIX wieku zajmujący się historią Kolegium Kardynalskiego (Ciaconius, Cardella, Moroni Cristofori itd.) dość zgodnie twierdzili, że opat Riccardo w 1252 lub 1253 został mianowany kardynałem prezbiterem S. Ciriaco przez papieża Innocentego IV. We współczesnej historiografii kwestia promocji kardynalskiej Riccardo uchodzi jednak za bardzo kontrowersyjną. Istnieją wprawdzie dokumenty, w których Riccardo tytułuje się jako kardynał, niektórzy historycy wątpią jednak w legalność tej tytulatury. Wśród tych, którzy przyjmują, że faktycznie należał on do Kolegium Kardynalskiego, nie ma zgody co do tego, który papież mu tę godność nadał: Innocenty IV (1243–54) czy Aleksander IV (1254–61). Wątpliwości te wynikają z niespójnego materiału źródłowego na ten temat. Tytuł kardynalski Riccardo jest poświadczony wyłącznie w jego prywatnych dokumentach wystawionych na Montecassino w latach 1256–62, nie jest jednak potwierdzony przez źródła zewnętrzne, w szczególności nie wspominają o nim dokumenty papieskie.

### Przekazy źródłowe

#### Dokumenty papieskie
Przywileje papieskie dla Montecassino, zarówno Innocentego IV z 10 grudnia 1253 jak i te wystawione przez Aleksandra IV 24 grudnia 1254, 18 stycznia 1255 i 7 lutego 1255, tytułują Riccardo jedynie jako opata Montecassino. Również akt Aleksandra IV o jego depozycji z 10 kwietnia 1259 nie wspomina nic o jego godności kardynalskiej, tak samo jak inny dokument tego papieża z 5 czerwca 1259.

#### Dokumenty z Montecassino
- W nekrologu opactwa Montecassino pod datą 1 marca 1262 odnotowano: obierunt Riccardus sacerd. et monach. et abbas ("zmarł Ryszard kapłan, mnich i opat"), nie wspominając jego godności kardynalskiej[14].
- Znanych jest dwanaście prywatnych dokumentów opata Riccardo wystawionych między 26 stycznia 1252 a 3 lutego 1262. W dwóch pierwszych, tj. liście do opata Glanfeuil z 26 stycznia 1252 oraz prywatnym przywileju dla swojego opactwa z 17 sierpnia 1255 nie wymienia on tytułu kardynalskiego, podpisując się jedynie jako Riccardus Dei gratia Cassinensis abbas ("z Bożej łaski opat Montecassino")[15]. W dziesięciu kolejnych, wydanych między 1 lutego 1256 a 3 lutego 1262 podpisał się jako Riccardus Dei gratia tituli S. Ciriaci presbyter cardinalis et Cassinensis abbas ("z Bożej łaski kardynał-prezbiter tytułu S. Ciriaco i opat Montecassino"), lub podobnie, w każdym razie jednak używając dwóch tytułów: kardynalskiego i opackiego[16]. Dokumenty te sugerują zatem, że Riccardo został mianowany kardynałem przez Aleksandra IV między 17 sierpnia 1255 a 1 lutego 1256. Z drugiej jednak strony, w odpisach dokumentów Riccardo sporządzonych już po jego śmierci, klasztorni notariusze w nagłówkach tytułowali go jedynie jako opata, nawet jeśli w treści samego dokumentu użyty był także tytuł kardynalski[17].

#### Kroniki
Współczesne kroniki podają następujące informacje o promocjach kardynalskich w latach 50. XIII wieku:
- Mateusz z Paryża (zm. 1259) w swojej Chronica Majora podaje, że w 1252 Innocenty IV mianował w Perugii siedmiu nowych kardynałów, ale nie wymienia ich imion[18]
- Niccolò Calvi, biograf Innocentego IV, podaje z kolei, że papież ten w czasie swego pobytu w Perugii (listopad 1251 do kwietnia 1253) mianował trzech nowych kardynałów: dwóch kardynałów-biskupów (Giacomo da Castell’arquato oraz István Báncsa) oraz jednego kardynała-diakona, swojego bratanka Ottobono Fieschi. Przy tej samej okazji kardynał-prezbiter Pierre de Bar został promowany na kardynała-biskupa Sabiny. O innych promocjach kardynalskich tego papieża w omawianym okresie nie wspomina[18].
- Odnośnie papieża Aleksandra IV zarówno kronika franciszkanina Salimbene degli Adami jak i anonimowe dzieło Annales S. Justinae Patavini zgodnie podają, że papież ten w ciągu całego swego pontyfikatu nie mianował ani jednego nowego kardynała[19].

Rozbieżności między Mateuszem z Paryża a Niccolò Calvim co do liczby nowych kardynałów w 1252 w konfrontacji z dokumentami kurialnymi muszą zostać rozstrzygnięte na korzyść Calviego: na podstawie tych dokumentów daje się zidentyfikować tylko trzech nowych kardynałów mianowanych w ostatnich latach pontyfikatu Innocentego IV, właśnie tych wymienionych przez papieskiego biografa. Przekazy kronikarskie zdają się więc nie pozostawiać miejsca dla ewentualnej promocji kardynalskiej Riccardo. Jedynie niezbyt dokładna relacja Mateusza z Paryża sugeruje, że mogło do niej dojść w 1252, a więc jeszcze za pontyfikatu Innocentego IV. W każdym razie jednak kroniki przeczą wnioskom, jakie wypływają z analizy dokumentów z Montecassino.

### Próby wyjaśnienia zagadki

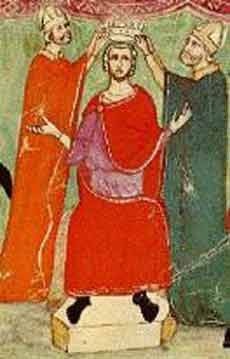
Koronacja Manfreda Hohenstaufa. Za udział w tej ceremonii Riccardo został ekskomunikowany przez papieża Aleksandra IV

Niemiecki historyk Kościoła Konrad Eubel (zm. 1923), układając w latach 1898–1913 pierwszy krytyczny katalog promocji kardynalskich z lat 1198 do 1431, wbrew stanowisku autorów z poprzednich stuleci wyeliminował Riccardo z listy kardynałów, uzasadniając to tym, że nie występuje on jako sygnatariusz papieskich przywilejów. Eubel najprawdopodobniej nie znał jednak wówczas dokumentów z Montecassino z lat 1256–62, choć niektóre z nich były cytowane już przez osiemnastowiecznego historyka opactwa Erasmo Gattolę. Istnienie dokumentów tytułujących Riccardo jako kardynała potwierdziły ostatecznie prowadzone w latach 20. XX wieku badania benedyktyńskiego paleografa Mauro Inguaneza (zm. 1955), archiwisty i bibliotekarza klasztoru Montecassino. Aż do lat 70. XX wieku godność kardynalska Riccardo nie była już podawana w wątpliwość, jednak wobec sprzeczności między dokumentami i kronikami dyskutowano, kiedy doszło do jej nadania. Inguanez przyznał pierwszeństwo dokumentom z Montecassino i przypisał jego promocję Aleksandrowi IV, odrzucając tym samym podania kronik jako niedokładne. Wnioski Inguaneza w 1987 poparł Niccolo Del Re. Z kolei Klaus Ganzer (1963) zaufał autorowi Annales S. Justinae Patavini i stwierdził, że Riccardo musiał zostać mianowany jeszcze przez Innocentego IV, mimo że jego tytuł nie występuje w dokumentach sprzed 1256. W swej monografii o tzw. zagranicznym kardynalacie w XI–XIII wieku Ganzer wymienił szereg przypadków pomijania tytułu kardynalskiego w oficjalnych dokumentach w odniesieniu do kardynałów nie rezydujących na stałe w kurii papieskiej.
Ponownego zakwestionowania faktu promocji kardynalskiej Riccardo dokonał w 1972 Agostino Paravicini Bagliani. Przede wszystkim stwierdził on, że w połowie trzynastego wieku papieże wymagali od kardynałów bezwzględnej obecności w kurii u swego boku, i byłoby niespotykaną w tym czasie anomalią łączenie przez Riccardo funkcji kardynała i opata Montecassino. Nadto za szczególnie uderzającą uznał on treść dekretu depozycyjnego z 10 kwietnia 1259: Aleksander IV w dekrecie tym pozbawił go godności opata i ekskomunikował, ale w żaden sposób nie odniósł się do jego godności kardynalskiej. Wobec tych faktów, a także w świetle zachowanych przekazów kronikarskich oraz milczenia pozostałych dokumentów papieskich zasugerował on, że używanie przez opata tytułu kardynalskiego mogło być zwyczajną uzurpacją. Na podstawie informacji Mateusza z Paryża o "siedmiu" nowych kardynałach w 1252 wyraził on przypuszczenie, że Innocenty IV w 1252 rozważał powołanie więcej niż tylko trzech duchownych do Kolegium Kardynalskiego, jednak część tych promocji nie doszła do skutku. Późniejsze używanie przez Riccardo tytułu kardynalskiego mogło według niego mieć jakiś związek z jego niedoszłą promocją w 1252.
Tezę Paravicini Baglianiego podjął i rozwinął Herbert Bloch w swej kompleksowej analizie tego problemu z 1976. Zauważył on, że Riccardo był obecny w otoczeniu Innocentego IV w Perugii w styczniu 1252, a więc dokładnie w okresie, gdy papież ten dokonał nowych promocji kardynalskich. Bloch postawił tezę, że Innocenty IV mianował wówczas Riccardo kardynałem prezbiterem S. Ciriaco, ale pod warunkiem złożenia przez niego rezygnacji ze stanowiska opata Montecassino. Ponieważ Riccardo odmówił ustąpienia, promocja ta ostatecznie nie doszła do skutku, z czym jednak opat się nie pogodził. O tej niedoszłej promocji opat przypomniał sobie już po śmierci Innocentego IV, co Bloch wiązał z jego sojuszem z obozem Hohenstaufów, przeciwników politycznych Stolicy Apostolskiej. Bloch zauważył, że choć dwa pierwsze dokumenty, w których Riccardo tytułował się kardynałem S. Ciriaco, datowane są jeszcze według pontyfikatu Aleksandra IV, to jednak począwszy od czerwca 1256 wszystkie dokumenty opata datowane są według panowania Konrada Hohenstaufa, a następnie Manfreda Hohenstaufa. Tytułem kardynalskim Riccardo posługiwał się zresztą aż do śmierci, nawet po ekskomunikowaniu go przez papieża, co jawnie wskazuje na lekceważenie przez niego zarządzeń papieskich. Ponadto Bloch zwrócił uwagę, że dokumenty wystawione na Montecasino już po śmierci Riccardo tytułują go jedynie opatem. Zdaniem Blocha sugeruje to, że w opactwie zdawano sobie sprawę z nielegalności jego tytułu kardynalskiego.
Wprawdzie w świetle badań Klausa Ganzera brak tytulatury kardynalskiej w dokumentach kurialnych niekoniecznie musi dowodzić, że do promocji faktycznie nie doszło, niemniej pozostałe wymieniane przez niego przypadki pomijania tej tytulatury dotyczą nominacji dokonanych w XI i XII wieku. Tymczasem, jak zauważają Paravicini Bagliani i Herbert Bloch, w połowie XIII wieku kontekst był radykalnie odmienny. Od pontyfikatu Honoriusza III papieże konsekwentnie wymagali stałej obecności kardynałów w kurii i odmawiali zgody na łączenie godności kardynalskiej z zarządzaniem diecezją lub opactwem. Postawa taka jest szczególnie dobrze udokumentowana za pontyfikatu Innocentego IV:
- 28 maja 1244 Innocenty IV mianował kardynałami arcybiskupa Rouen Pietro da Collemezzo, administratora diecezji bolońskiej Ottaviano Ubaldiniego i opata Sahagun Wilhelma; wszyscy trzej zostali zobligowani do rezygnacji z tych funkcji, przy czym w przypadku Pietro da Collemezzo stało się tak pomimo protestów kapituły archidiecezjalnej w Rouen;
- na przełomie 1247/48 kardynał Gil Torres został obrany arcybiskupem Toledo przez miejscową kapitułę, jednak 21 lutego 1248 papież odmówił zatwierdzenia tej elekcji;
- na przełomie 1249/50 kardynał Pierre de Bar został obrany biskupem Noyon, jednak i w tym wypadku elekcja nie została zatwierdzona przez Innocentego IV;
- na przełomie 1251/52 biskup Mantui Giacomo da Castell’arquato został mianowany kardynałem biskupem Porto e S. Rufina i musiał zrezygnować z diecezji mantuańskiej;
- na przełomie 1251/52 arcybiskup Ostrzyhomia István Báncsa został mianowany kardynałem biskupem Palestriny. Przyjął on nową godność bardzo niechętnie i początkowo udało mu się wyjednać u Innocentego IV zgodę na zachowanie tymczasowo zarządu archidiecezją ostrzyhomską, jednak w liście z 7 czerwca 1253 papież poinformował go, że musi dokonać wyboru między godnością kardynalską a arcybiskupstwem. Ostatecznie Istvan zdecydował, że pozostanie kardynałem biskupem Palestriny.

Według Blocha, nie widać żadnego powodu, dla którego akurat Riccardo miałby zostać potraktowany przez Innocentego IV odmiennie. Co do możliwości nominacji przez Aleksandra IV, Bloch odrzucił ją opierając się na następujących przesłankach:
- dwie kroniki jednoznacznie stwierdzają, że Aleksander IV nie mianował żadnych kardynałów;
- nie ma dowodów na bliskie więzi między tym papieżem a opatem, wręcz przeciwnie, przywileje Aleksandra IV dla Montecassino z lat 1254 i 1255 są bardzo schematyczne, a opat Riccardo nie jest w nich nawet wymieniony z imienia a jedynie z funkcji;
- gdyby to Aleksander IV mianował Riccardo kardynałem, byłoby zupełnie niezrozumiałe, dlaczego krótko po takiej promocji, połączonej z niespotykanym wówczas przywilejem zachowania zarządu opactwem, przeszedł do wrogiego papieżowi obozu politycznego.

Jeżeli tezy Paravicini Baglianiego i Blocha są poprawne, Riccardo nie byłby jedynym znanym z historii duchownym uzurpującym sobie godność kardynalską. Na początku XII wieku opat Gotfryd z Vendome wysuwał roszczenia do tytułu kardynała-prezbitera S. Prisca, i nie wahał się posługiwać w tym celu sfałszowanymi przez siebie przywilejami nadanymi mu rzekomo przez papieża Urbana II. Niemniej jednak, ich hipoteza opiera się jedynie na poszlakach. Pomimo zatem istotnych przesłanek wskazujących na uzurpację tytułu kardynalskiego, sprawa domniemanego kardynalatu Riccardo pozostaje nierozstrzygnięta.

## Uzupełniające źródła internetowe
- The Cardinals of the Holy Roman Church
- Un “Cardinale” all’inferno.